# Nahikari Ipiña
Nahikari Ipiña Sadaba (Bilbao, 24 de novembre de 1977) és una productora de cinema espanyol, llicenciada en comunicació audiovisual.
Entre els curtmetratges que ha produït es troben els internacionalment aclamats 7:35 de la mañana de Nacho Vigalondo (Nominat als Oscars de Hollywood), El tren de la bruja de Koldo Serra (Meliés d'Or el 2003) o Snuff 2000 de Borja Crespo.
També ha produït desenes de treballs nacionals com Pero tu ¿eres tú? No, yo soy su..., Lady Jibia, Pornografía, Choque, Domingo i Cirugía.
Després d'haver treballat en el Departament de Programació i Continguts de Quiero Televisión, va ser encarregada de la programació del Festival Internacional de Cinema de Comèdia de Peníscola entre 2003 i 2005.
També va formar part de l'equip de producció del programa  Made in China per Bainet Televisión. Entre els seus últims treballs es troba Los cronocrímenes de Nacho Vigalondo produït per KV Entertainment.
Nahikari Ipiña és una dels membres fundadors de la productora Arsénico P.C. Al costat de Nacho Vigalondo, Koldo Serra, Borja Crespo i Borja Cobeaga.

## Filmografia
- Cinco lobitos (2022)
- El vecino (2019)
- Negociador (2014)
- No controles (2010)
- Los cronocrímenes (2010)
- Pagafantas (2009)
- 7:35 de la mañana (2003)